# Річкалово
Річка́лово (рос. Речкалово) — присілок у складі Мішкинського району Курганської області, Росія. Входить до складу Введенської сільської ради.
Населення — 17 осіб (2010, 57 у 2002).